# Tommy Ramone
Thomas Erdélyi (geboren als Tamás Erdélyi Boedapest, 29 januari 1949 – Ridgewood, 11 juli 2014), beter bekend als Tommy Ramone, was een Hongaars-Amerikaanse drummer. Hij was onder meer actief bij de The Ramones in de eerste vier jaar dat de band bestond. Hij was ook platenproducent en songwriter.

## Achtergrond
Erdélyi was een zoon van Joodse ouders die actief waren als professioneel fotograaf. Zij hadden de Holocaust overleefd nadat ze waren verborgen door buren, maar veel familieleden werden vermoord door de nazi's. Het gezin verliet Hongarije tijdens de Hongaarse revolutie van 1956. In 1957 emigreerde hij met zijn gezin naar de Verenigde Staten. Aanvankelijk vestigde de familie zich in de South Bronx, maar verhuisde naar de middenklassewijk Forest Hills in Queens, New York. Erdélyi groeide op in Verona Estates in Forest Hills en deze plaats werd later omschreven als Home sweet home. Hij veranderde zijn naam in Thomas Erdelyi. Op de middelbare school speelde Erdelyi gitaar in een vierkoppige garageband in het midden van de jaren zestig, de Tangerine Puppets, met een schoolgenoot en gitarist, John Cummings, de latere Johnny Ramone. Nadat hij op achttienjarige leeftijd van school ging, werkte hij als assistent-ingenieur in de Record Plant-studio, waar hij werkte aan de productie van het Jimi Hendrix-album Band of Gypsys uit 1970.

## Productie en drummer van de Ramones
Toen de Ramones voor het eerst samenkwamen met Johnny Ramone op gitaar, Dee Dee Ramone op bas en Joey Ramone op drums, was Erdelyi de manager. Hij werd drummer van de band toen Joey zich realiseerde dat hij de steeds snellere tempo's van de Ramones niet kon bijhouden, en zich beter op de zangpartij kon richten. "Tommy Ramone, die ons managede, moest uiteindelijk achter de drums gaan zitten, omdat niemand anders dat wilde," vertelde Dee Dee Ramone later. Erdélyi, nu bekend als Tommy Ramone, bleef drummer van 1974 tot 1978 en speelde en co-produceerde de eerste drie albums van de band, Ramones, Leave Home en Rocket to Russia, evenals het livealbum It's Alive. Zijn laatste show als Ramones-drummer was op het Johnny Blitz-benefietevenement in CBGB in New York op 4 mei 1978. In een interview met de BBC in 2007 zei Tommy Ramone dat de band sterk was beïnvloed door de jaren zeventig, glamrockband de New York Dolls, singer-songwriter Lou Reed en pop-artkunstenaar Andy Warhol. Hij zei: "De scene die zich ontwikkelde bij CBGB was niet [voor] een tiener- of garageband; er was een intellectueel element en zo was het voor The Ramones."

## Achter de scenes met de Ramones
Tommy Ramone werd in 1978 vervangen als drummer door Marky Ramone, maar verzorgde het bandmanagement en de coproductie voor hun vierde album, Road to Ruin. Hij keerde later terug als producent voor hun achtste album, Too Tough to Die uit 1984.
Tommy Ramone schreef I Wanna Be Your Boyfriend en de meerderheid van Blitzkrieg Bop terwijl bassist Dee Dee de titel voorstelde. Hij en Ed Stasium speelden alle gitaarsolo's op de albums die hij produceerde, omdat Johnny Ramone grotendeels de voorkeur gaf aan het spelen van ritmegitaar. In de jaren tachtig produceerde hij het vervangingsalbum Tim, evenals Neurotica van Redd Kross. Hij werd in 2002 weer producent en begeleidde de voormalige Ramones-leden C.J. en Marky bij hun opnames van The Bowery Electric, een tribuut van Jed Davis aan Joey Ramone.
Op 8 oktober 2004 speelde hij opnieuw als lid van de Ramones, toen hij zich bij C.J. Ramone, Daniel Rey en Clem Burke (ook bekend als Elvis Ramone) voegde in het concert Ramones Beat Down on Cancer. In oktober 2007 gaf hij een interview om It's Alive 1974–1996 te promoten, een set met twee dvd's van de beste live-tv-optredens van de band. Tijdens dat interview bracht hij hulde aan zijn overleden bandleden:
Ze gaven alles wat ze konden in elke show. Ze waren niet het type dat de kantjes eraf liep, als je begrijpt wat ik bedoel.
Tommy Ramone en Claudia Tienan (voorheen van undergroundband The Simplistics) traden op als een op bluegrass gebaseerd volksduo genaamd Uncle Monk. Ramone verklaarde: "Er zijn veel overeenkomsten tussen punk en old-time muziek. Beide zijn thuis gebrouwen muziek, in tegenstelling tot geschoold, en beide hebben een aardse energie. En iedereen kan een instrument oppakken en beginnen met spelen." Hij vormde in juli 2011 een groep met songwriter Chris Castle, Garth Hudson, Larry Campbell en de Womack Family Band in de Levon Helm Studios voor het album Last Bird Home van Castle.

## Ziekte en dood
Ramone stierf in zijn huis in Ridgewood, Queens, New York op 11 juli 2014 op 65-jarige leeftijd. Hij ontving daar hospicezorg na een mislukte behandeling voor galwegkanker.
In The Independent schreef Loulla-Mae Eleftheriou-Smith dat "voordat Tommy de line-up verliet, de Ramones al een van de meest invloedrijke punkbands van de dag waren geworden, speelden in de beruchte CBGB in de Bowery-wijk van New York en onophoudelijk toerden voor elk album. " Als reactie op de dood van Ramone tweette het officiële Twitter-account van de band eerdere citaten van bandleden, inclusief zijn eigen commentaar uit 1976 dat New York de "perfecte plek was om neurotisch op te groeien". Hij voegde eraan toe: "Een van de redenen dat de Ramones zo uniek en origineel waren, was dat het vier originele, unieke mensen waren."
Cristopher Morris schreef in Variety: "Tommy's rijdende, energieke drumwerk was de turbine die het luide, antieke geluid van het met leer beklede viertal aandreef." Biograaf Everett True vertelde de BBC "er zijn er honderden, er zijn er duizenden , er gebeuren miljoenen melodieën in Ramones-liedjes ... Je hoort hun invloed over alle rockmuziek vanaf 1975 ... je hoort het gewoon overal."
- International Standard Name Identifier: 0000 0000 7743 5142
- Library of Congress Control Number: no2010136399
- MusicBrainz: 859bf1bb-0470-4869-aa97-a2f1c0fee62c
- Nationale Bibliotheek van Tsjechië: xx0114802
- Système universitaire de documentation: 080296068
- Virtual International Authority File: 120125210